# نصرالله زرین‌پنجه
نصرالله زرین‌پنجه (زادهٔ ۱۲۸۵ در تهران – درگذشتهٔ ۲۵ آذر ۱۳۶۰)، نوازندهٔ سرشناس تار و آهنگساز اهل ایران بود. او هم‌چنین در نواختن سه‌تار، بربط و ترومپت مهارت داشت. وی در تهیه کتاب‌های آموزشی تار و سه‌تار هنرستان، سهم به‌سزایی داشت.

## زندگی
در سال ۱۲۸۵ در تهران متولد شد. در ۱۳ سالگی نزد ربیع خان برادر درویش‌خان به نواختن تار مشغول شد و سپس به خدمت موزیک نظام درآمد. روزی تار می‌زد که حسین هنگ‌آفرین صدای سازش را شنید و ذوق او را پسندید و به شاگردی خود پذیرفت. بعدها از خدمت موزیک نظام استعفا داد و فرصتی یافت تا هنر خویش را تکمیل کند.
مدتی نزد مرتضی نی‌داوود و یحیی زرپنجه و علی‌اکبر شهنازی تعلیم گرفت تا این که با موسی معروفی آشنا شد و ردیفی را که او روایت کرده بود، نواخت. نصرالله زرین‌پنجه در سال ۱۳۱۳ از موسیقی دلسرد شد و تار را کنار گذاشت و عهده‌دار سمت‌هایی در وزارت دارایی شد. در سال ۱۳۲۰ که علی نقی وزیری به هنرستان موسیقی بازگشت، دوباره نزد حسین سنجری به آموختن تار مشغول شد و در اثر تشویق روح‌الله خالقی از وزارت دارایی به وزارت فرهنگ منتقل شد. وی ضمن تدریس در هنرستان موسیقی ملی در تدوین کتاب‌های مقدماتی تار و سه تار نقش ارزنده‌ای ایفا کرد. در سال ۱۳۳۰ کتاب دستور مقدماتی تار و سه‌تار توسط نصرالله زرین‌پنجه، موسی معروفی و روح‌الله خالقی برای سال اول هنرستان موسیقی ملی، تنظیم و به چاپ رسید.زرین‌پنجه سال‌ها با رادیو همکاری داشت و رهبر ارکستر سازهای ایرانی رادیو بود و آهنگ‌های بسیاری ساخت که اجرا شد. در برنامه‌های ساز و سخن که به ابتکار روح‌الله خالقی تدوین می‌شد نیز همکاری داشت. تمرین‌های که ساخته برای هنرجویان بسیار مفید است. این تمرین‌ها شامل ابوعطا، بیات ترک، چهارگاه و بیات اصفهان است که در کتاب سوم تار و سه‌تار هنرستان به کوشش حسین علیزاده به چاپ رسیده‌اند.
وی حدود ۵۰ آهنگ ساخته و آموزگار موسیقی در مرکز حفظ و اشاعهٔ موسیقی ایران بود.
ثمرهٔ ازدواج وی دو دختر است که از او به یادگار مانده به نام‌های مهین زرین‌پنجه و شهین زرین‌پنجه، که مهین پیانو و شهین ویولن می‌نوازند و هر دو از فارغ‌التحصیلان هنرستان موسیقی ملی می‌باشند.